# Alfred von Neipperg

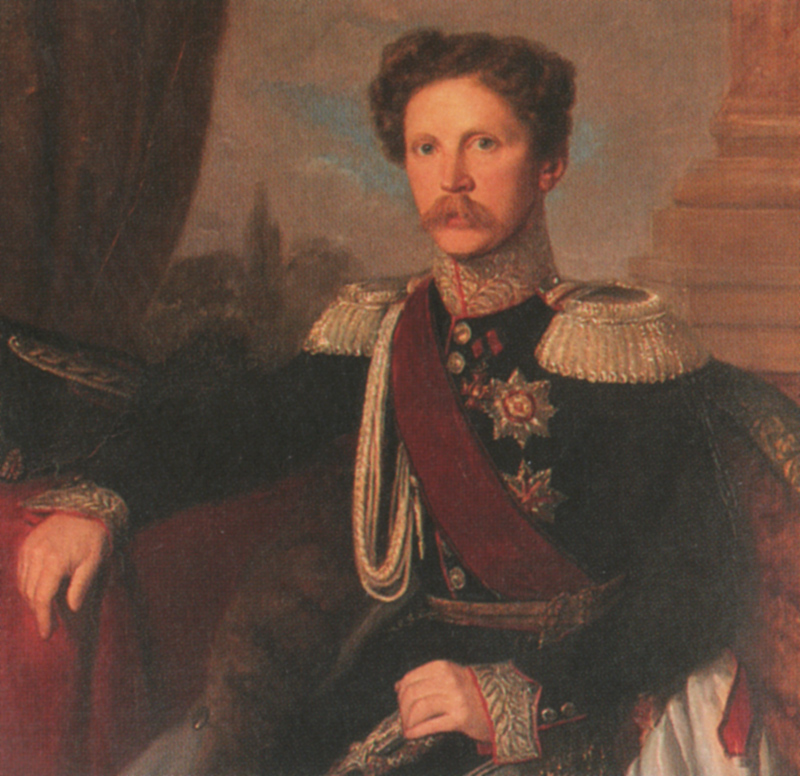
Graf Alfred von Neipperg

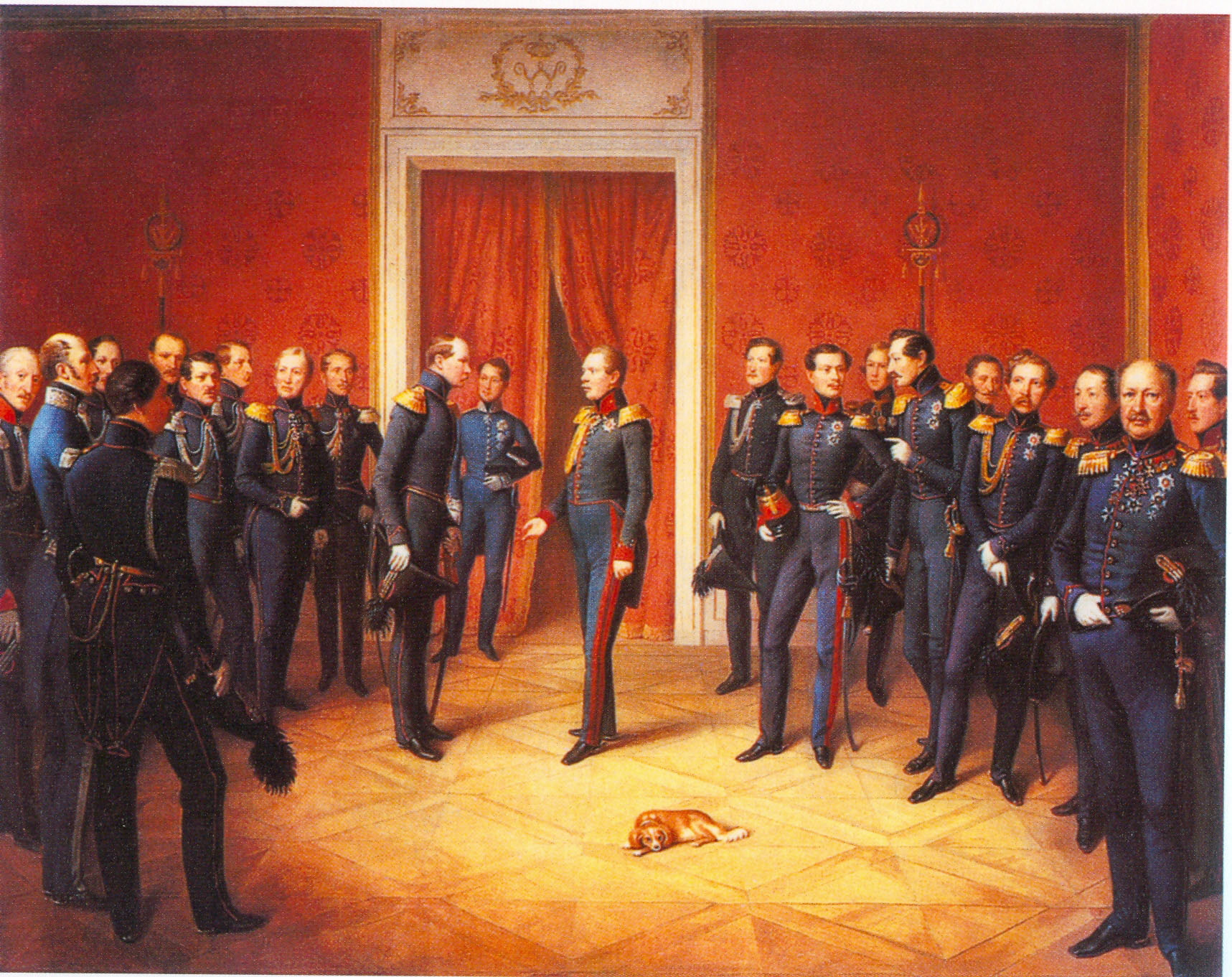
Alfred von Neipperg (4. von rechts) beim Rapport bei König Wilhelm I. von Württemberg, Gemälde von 1847

Graf Alfred Franz Camill Karl August von Neipperg (* 26. Januar 1807 in Siedlce; † 16. November 1865 in Winnenthal) war österreichischer Rittmeister und Kämmerer von Kaiser Franz I. von Österreich, ab 1840 Schwiegersohn von König Wilhelm I. von Württemberg und württembergischer Generalmajor. Von 1829 bis zu seinem Tod stand er an der Spitze der Familie der Grafen von Neipperg.

## Leben
Alfred war der älteste Sohn des Grafen Adam Albert von Neipperg (1775–1829) aus dessen erster Ehe mit Gräfin Theresia Pola di Treviso (1778–1815). Nach dem Tode seines Vaters stand er an der Spitze des Hauses Neipperg und erhielt 1831 noch im Stile des alten Lehnswesens gemeinsam mit seinen Brüdern Ferdinand (1809–1843), Gustav (1811–1850) und Erwin von Neipperg (1813–1897) vom württembergischen König Wilhelm I. das Dorf Schwaigern mit Zubehör, Burg Neipperg, Jagdgründe in Kleingartach, Bönnigheim und Erligheim sowie Güter in Schwaigern und Wald bei Neipperg, verliehen. 1833 schlossen er und seine Brüder einen Familienfideikommiss über die Erbfolge, der den Gesamtbesitz jeweils dem erstgeborenen Sohn zusprach und die Erbfolge im Falle des Erlöschens einer Linie regelte. Er und seine Brüder waren wie bereits ihr Vater in österreichischem Militärdienst. 1834 wurde Alfred von Neipperg Rittmeister und Kommandant im 9. Husarenregiment sowie Kämmerer von Kaiser Franz I. Er heiratete am 18. Oktober 1835 seine ersten Frau, die Gräfin Josefina Grisoni († 17. November 1837). Nach ihrem frühen Tod heiratete er am 19. März 1840 Prinzessin Marie von Württemberg (1816–1887), die Tochter König Wilhelms I., woraufhin er zum württembergischen Militär übertrat und dort Generalmajor wurde. Bereits 1838 begann er mit der Ablösung der Gemeinde von den Feudallasten. Seine Gemahlin zeigte sich mildtätig und ermöglichte durch eine hohe Spende eine Renovierung der Stadtkirche Schwaigern und später auch den Neubau der Friedhofskapelle. 1843 erwarb er das Rittergut auf Schloss Stocksberg bei Stockheim, 1846 die untere Tormühle in Schwaigern, von der aus Schloss Schwaigern künftig mit Quellwasser versorgt wurde, womit Alfred von Neipperg im Schlosspark in Gewächshäusern tropische Pflanzen züchten konnte.
Seit 1836 besaß Graf Alfred ein erbliches Mandat in der württembergischen Kammer der Standesherren. 1848 war er Mitglied des Vorparlaments. Nachdem die Brüder Ferdinand und Gustav bereits früh verstorben waren und der kinderlose Alfred in den 1850er Jahren erkrankte, führte teilweise schon zu seinen Lebzeiten der ihm in der Erbfolge nachfolgende jüngere Bruder Erwin die Geschäfte des gräflichen Hauses. Alfred von Neipperg ist in der Familiengruft der Grafen von Neipperg auf dem Friedhof in Massenbachhausen begraben.
1840 wurde Alfred von Neipperg mit dem Großkreuz des Ordens der Württembergischen Krone ausgezeichnet.

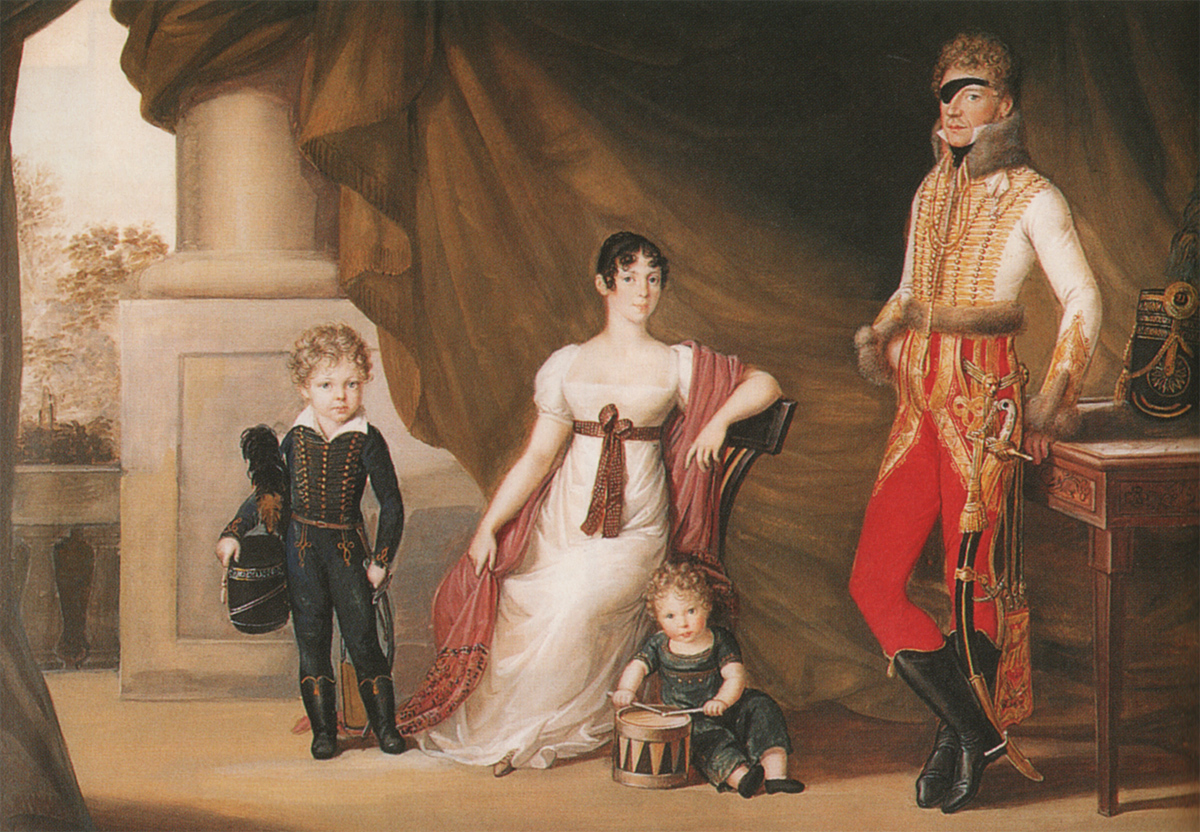
Familienbildnis von 1810: Alfred (links) mit Vater, Mutter und Bruder Ferdinand
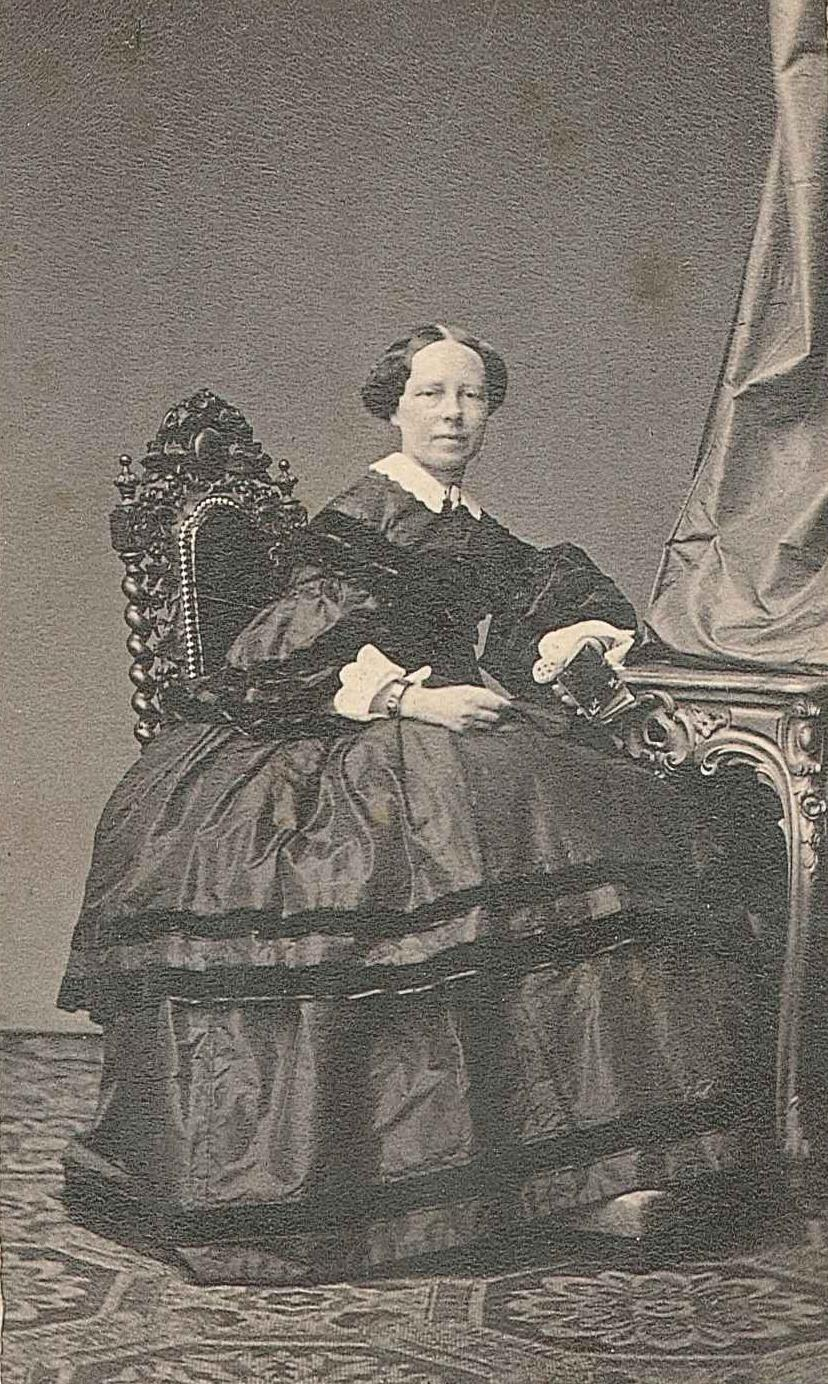
Marie Gräfin Neipperg geb. Prinzessin von Württemberg. Kabinettfotografie
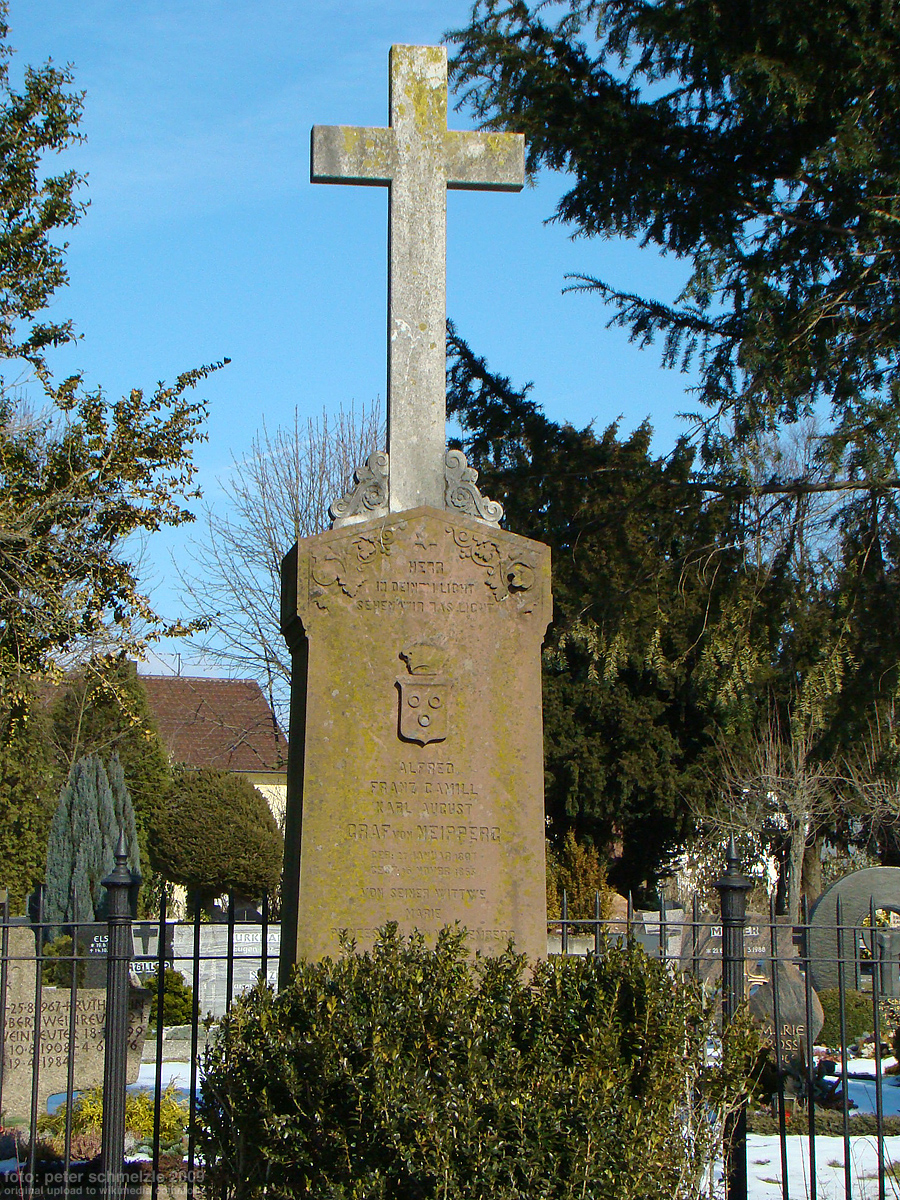
Grabmal von Alfred von Neipperg in Massenbachhausen